# 病気腎移植
腎臓にできたがんなどの治療のために、腎臓を摘出する場合がある。その際に摘出された腎臓は捨てられる。その捨てるはずの腎臓について、がんの部分を取り除く処置をするなどし、移植を必要とする別の患者に移植することを、病気腎移植（びょうきじんいしょく）あるいは、修復腎移植（しゅうふくじんいしょく）という。修復腎移植は、厚生労働省に先進医療として認められておらず臨床研究の段階であり、実施された症例数は少ない。
腎移植には、生体腎移植、死体腎移植がある。生体腎移植は家族の「提供者（ドナー、donor）」から腎臓を提供される腎移植で、死体腎移植は脳死や心停止下のドナーから腎臓を提供される腎移植である。我が国での腎移植は年間、約1600症例で、そのうち約85%、1400症例は生体腎移植であり、家族から提供される。残りの15%、200症例は死体腎移植である。献腎移植を希望し日本臓器移植ネットワークへ登録している腎不全患者は約1万2千人にのぼり、ドナーが深刻に不足している。
修復腎移植がドナー不足の緩和につながると期待されている。腎臓や尿管にできたがんの場合、がんを部分的に切除する手術は難易度が高く、腎臓をすべて摘出する場合も多い。我が国ではがんの治療のために摘出され捨てられる腎臓が毎年約7000症例ほどあり、そのうち約1000個の腎臓は腎臓移植に利用可能だと推計される。
がんの腎臓を移植することは、移植された人にがんが転移する可能性があると考えられていた。しかし、その後、移植される腎臓のがんの部分をうまく取り除くことができれば、移植された人へのがんの転移の確率はかなり低いことがわかってきた。
日本においては後述の医師万波誠が中心となって行った病気腎移植手術をめぐる問題で一般に知られるようになった。

## 各国の現状

### 日本
いわゆる病気腎移植問題以前より日本においても、一部の病気腎移植は行われていた。現在でも例えば献腎や脳死移植において原発性の脳腫瘍の患者は日本臓器移植ネットワークの規定においても臓器提供者となることができる。またドナー側にC型肝炎が認められる場合、レシピエント側にもC型肝炎がある場合にのみ、移植が可能とされている。その他の感染症については患者の状態次第ではあるが、免疫抑制剤を使用するという移植に固有の理由により、感染症の治療を終えてから行うのが基本となっている。
しかし一般的には腎臓含め、それ以外のなんらかの疾患がある場合、患者の腎臓を治療以外の目的で摘出することはドナーの腎機能及びQOLを低下させるとの理由により基本的に禁忌とされてきた。これは血縁者間の生体腎移植が多く、術後のドナーの生活を重視するという日本ならではの背景にも大きく影響されている。
日本では2007年に日本移植学会が「医学的な妥当性はない」との見解を発表し、同年に厚生労働省も原則としていたが、2017年10月に厚生労働省の審査部会は厳しい条件の下で先進医療として認めることを決定した。
2019年1月31日付で厚生労働省は、入院費など一部に保険がきく先進医療として実施することを官報に告示した。

### オーストラリア
オーストラリアでは60歳以上もしくは重篤な合併症を持つレシピエント限定ではあるが、死体ドナーからの移植3例を含む小径腎腫瘍患者をドナーとした43例の報告がある。ただし、万波移植と違って、病腎摘出とレシピエントの手術は異なる医師によって行われた。

### アメリカ合衆国
アメリカ合衆国でも、今まで使われていなかった機能の落ちた腎臓を使用する取り組みが行われている、ただしこれは病気腎ではなく、Expanded-Criteria Donor (ECD)、機能低下腎と呼ばれており、アメリカにおいても悪性腫瘍の臓器をもちいた移植は論文報告での実験レベルである。

## 病気腎移植問題
2006年、宇和島徳洲会病院において臓器売買事件（宇和島臓器売買事件）が発覚した。その調査の過程で臓器売買事件の手術の執刀を行っていた徳州会病院泌尿器科部長である医師万波誠が病気腎移植を行っていたことを明らかにした。この病気腎移植については、当初摘出の必要のなかった患者の腎臓を摘出した、万波が独断で実験的な医療を行い患者を危険にさらしたなど強い批判が起きたが、一方で病気腎移植が臓器不足の現状を変える可能性を持つなどといった擁護論もあった。

### 論点
ドナーの保護や任意性について
- 強制による臓器提供などがないようにドナーの任意性を保つために、移植医はドナーに直接関わってはならないのが国際的な方向性である。実際にオーストラリアで行われた病気腎移植ではドナーとレシピエントの執刀医は区別されている[5]。また一部のドナーからは事前に臓器提供についての説明はなかった、きちんと検査し、できることなら（腎臓を）返して欲しかったとの証言もあり、万波らの説明と矛盾している[6]。

レシピエントがB型肝炎ウイルスに感染しその後膵炎で死亡したことについて
- 移植当時、ドナーのB型肝炎ウイルスに感染力があることは既知であった[7]。レシピエントに「感染性の危険はほぼない」と説明した上での移植であれば、仮に患者本人が納得していても、虚偽の情報提供による同意となり、十分なインフォームドコンセントをとったことにはならない（こういうことがあるから、きちんと文書で記録を残すべきなのだ）。実際に移植を受けた2人のレシピエントのうちの1人が術後にHBs抗原が陽性化し、その患者は肝障害および膵炎を起こして死亡している。B型肝炎ウイルスは重篤な膵炎を引き起こしうることが知られており[8]、死亡との因果関係は否定できない。1人しか感染していないことについても、感染力自体は強くはないため（ないわけではない）、そういった状況は充分にありうる[9]。

ネフローゼ症候群での腎臓摘出について
- 腎臓内科医へのコンサルトがなされておらず、十分な内科的加療を受けていたという確証が得られない[10]。ネフローゼ症候群での腎臓摘出は内科的治療の発達した現在ではほぼ行われておらず、両腎摘出は医学的に妥当とは判断できない[11]。

腎動脈瘤での腎臓摘出について
- 全摘出が妥当だと判断したわりには、その動脈瘤を治療せず腎臓を移植に使っており、判断根拠が矛盾している。また立ち会った外科医からも摘出は必要なかったという証言が出ている[12]。

レシピエントの選定について
- レシピエント選択に一定の基準がなく、公平・公正が考慮されていない[10]。

倫理委員会等、第三者の監視がなかった点について
- 反対されるのが明らかなため第三者に相談しなかった。
- 倫理委員会において検討・承認が多くの場合得られておらず、医療機関の管理者も病腎移植の医学的、倫理的意義を理解していない[10]。

### その後の経過
調査結果により万波の行った病気腎移植は生着率、生存率が著しく低いとの報告があった。また調査委員会はドナーの腎臓摘出は多くの場合不適切だったとした。これを受けた厚生労働省は病気腎移植は現時点では医学的妥当性がないとして臨床研究以外の病気腎移植を原則禁止する方針を打ち出した。また日本移植学会含め関連学会は公式声明により批判を行った。ただ、これらについて病気腎移植そのものについては否定しないとしながらも病気腎移植普及への道筋を示していないこと、また調査委員会の報告書の中にドナーの外科的な治療について医療現場の実情と異なる記述も一部見られることなどから、当初から手続き論に終始しており建設的でなく、まず結論ありきで客観的な分析が出来ていないとする批判がある。一方で宇和島徳洲会病院が組織した調査委員会ではほぼ全例が妥当だったとする正反対の判断がなされた。しかしながらこの委員会のメンバーについてもほとんどすべてが万波の擁護者であったりといった偏った人選であったため客観性に欠けるとの批判があった。  
問題発覚後、万波のグループへの批判は大きかったが、一方で病気腎移植を受けた患者の中には、万波を支持する声は根強く、「万波医師を支援する会」や「移植への理解を求める会」などの団体が署名活動や講演会を開催する等の活動をしている。しかしこのように公式に支持を表明した患者団体は少なく日本最大の移植患者団体である日本移植者協議会を中心とする臓器移植患者団体連絡会は病気腎移植そのものの将来的な実施については支持しながらも、万波の行った病気腎移植に関してはドナー側の治療が不十分だった疑いがある等の理由により否定する公式声明をだしている。  
2008年、病気腎移植は通常の保険診療にあたらず診療報酬の不正請求にあたるとの見解が厚生労働省よりだされ、宇和島市立病院と宇和島徳洲会病院は保険診療の停止処分、また万波個人についても保険医資格取り消しの処分が検討されている。宇和島市立病院については地域医療の空白を回避するという事情も考慮され通常5年の処分期間を1ヶ月に短縮することで病院側も受け入れる見込みであるが、宇和島徳洲会病院側は処分を不服とし徹底抗戦の構えを見せている。2月、徳洲会病院の処分について聴聞会が開かれたが、この席に厚生労働省の職員が出席したことが行政手続法に違反しているとの徳洲会側からの批判があったことから聴聞会は開催されず延期された。

2月、病気腎移植問題を中立的に検証し評価することを目的として修復腎移植を考える超党派の会が発足。数度の会合を経て同年5月、会は万波の行為については疑問が残るとしながらも、過去にも複数例の病気腎移植が日本国内で行われており、厚生労働省の原則禁止という方針は実際的ではないとし、早期に関係学会とも協議の上、病気腎移植を行えるようにとの提言を行った。この提言に対し、日本移植学会は「提言自体はありがたい」としながらも、医療的な側面からかなりの誤解があるとし、病気腎移植に慎重な姿勢を崩さなかった。また、会見において、万波の論文について虚偽の記載がある（インフォームド・コンセントを充分に行っておらず書面も残していなかったが、行っていたとした等）と批判を行った。この批判について、万波は「自分の書いた部分ではないので」として、肯定も否定もしなかった。
12月、万波を支援する会の代表を中心とした患者数名が、病気腎移植の原則禁止によって、移植を受ける機会を奪われ生存権を侵害された、また精神的な苦痛を受けたとして、日本移植学会幹部を相手取り、保険医療による病気腎移植の解禁と、慰謝料として数百万から1000万、総額約6000万円の支払いを求めて、松山地裁に提訴した。また今後、厚生労働省に対しても同様の訴訟を起こすとしている。
2009年12月30日、宇和島徳洲会病院で、万波が中心となり、協力病院である広島県の呉共済病院とともに病気腎移植を国の指針に基づく臨床研究として再開した。術後の経過はドナー、レシピエントともに順調という。
2010年2月、がんと誤診され万波誠の弟である万波廉介の執刀で腎臓を摘出されて「病気腎移植」に使われ精神的苦痛を受けたとして、岡山県内の73歳の女性が、備前市の市立病院を運営する同市を相手に、約3700万円の損害賠償を求める訴訟を岡山地裁に起こした。
2014年10月28日、松山地裁は「（日本移植学会の主張は）医学的妥当性に関する意思表明であり、違法性は無い」として、患者側の訴えを退ける判決を言い渡した。

## フィクション
この一件とその前の臓器売買事件を基にした極端に病気腎移植に好意的な作品として「禁断のスカルペル」が2015年現在、日本経済新聞朝刊で連載中である。